# Jura Sud Foot
O Jura Sud Foot é um clube de futebol com sede em Lavans-lès-Saint-Claude, França. A equipe compete no Championnat de France Amateur.

## História
O clube foi fundado em 1991.
O Jura Sud chegou às 16ª de final da Copa da França de Futebol nas temporadas 1998–99 e 2014–15.